# Ameromassaria
Ameromassaria är ett släkte av svampar. Ameromassaria ingår i divisionen sporsäcksvampar och riket svampar.